# Песчаная (приток Берёзовой)
Песчаная (устар. Песочная) — река в России, протекает по Ловозерскому району Мурманской области. Устье реки находится в 13 км по правому берегу реки Берёзовая. Длина реки составляет 15 км, площадь водосборного бассейна 126 км².
Высота истока — 200,8 м над уровнем моря. Высота устья — 157,5 м над уровнем моря.
Имеет левый приток — реку Восточная Песчаная.

## Данные водного реестра
По данным государственного водного реестра России относится к Баренцево-Беломорскому бассейновому округу, водохозяйственный участок реки — реки бассейна Белого моря от западной границы бассейна реки Иоканга (мыс Святой Нос) до восточной границы бассейна реки Нива, без реки Поной. Речной бассейн реки — бассейны рек Кольского полуострова и Карелии, впадает в Белое море.
Код объекта в государственном водном реестре — 02020000212101000007363.